# 348 до н. е.

## Померли
- Антімах Колофонський
- Гермій Атарнейський
- Платон — давньогрецький філософ, ученик Сократа, вчитель Аристотеля.